# Pseudococcus gallicola
Pseudococcus gallicola är en insektsart som beskrevs av Ehrhorn 1916. Pseudococcus gallicola ingår i släktet Pseudococcus och familjen ullsköldlöss. Inga underarter finns listade i Catalogue of Life.